# Tarik Akan
Tarik Akan, nato Tarık Tahsin Üregül (Istanbul, 13 dicembre 1949 – Istanbul, 16 settembre 2016), è stato un attore e produttore cinematografico turco.

## Biografia
Figlio di un militare, trascorre l'infanzia in varie parti del Paese al seguito del padre. Stabilitosi a Istanbul, si laurea in ingegneria e successivamente in giornalismo. Nel 1970 debutta come attore cinematografico, e nella sua carriera interpreta oltre cento pellicole. Nel 1980 viene imprigionato a seguito del Colpo di Stato scontando due mesi e mezzo di condanna.

## Filmografia
- Polizia selvaggia, regia di Guido Zurli (1977)
- Il gregge (Sürü), regia di Zeki Ökten (1979)
- Yol, regia di Şerif Gören e Yilmaz Güney (1982)
- Layla, ma raison (Layla, ma raison - Majnun Layla), regia di Taieb Louhichi (1989)

## Premi e riconoscimenti

### Festival internazionale del cinema di Berlino
- 1985: - Orso d'argento, menzione d'onore per Pehlivan

### Festival internazionale del cinema di Adalia
- 1973: - Miglior attore per Suçlu
- 1978: - Miglior attore per Maden
- 1980: - Miglior attore per Il gregge (Sürü) e Adak
- 1984: - Miglior attore per Pehlivan
- 1989: - Miglior attore per Üçüncü göz
- 1990: - Miglior attore per Karartma geceleri
- 2003: - Miglior attore per Gülüm